# 拉利维尼耶尔
拉利维尼耶尔（法語：La Livinière，法語發音：[la livinjɛʁ]）是法国埃罗省的一个市镇，属于贝济耶区。

## 地理
拉利维尼耶尔（43°18'57"N, 2°38'11"E）面积31.56 平方千米，位于法国奧克西塔尼大區埃罗省，该省份为法国南部沿海省份，南濒地中海，西南接奥德省，西北接塔恩省和阿韦龙省，东北与加尔省接壤。
与拉利维尼耶尔接壤的市镇（或旧市镇、城区）包括：阿济耶、佩里阿克米内尔瓦、尔约米内尔瓦、布瓦塞、卡萨尼奥勒、费利内米内尔瓦、费拉勒莱蒙塔涅、米内尔沃、锡朗。

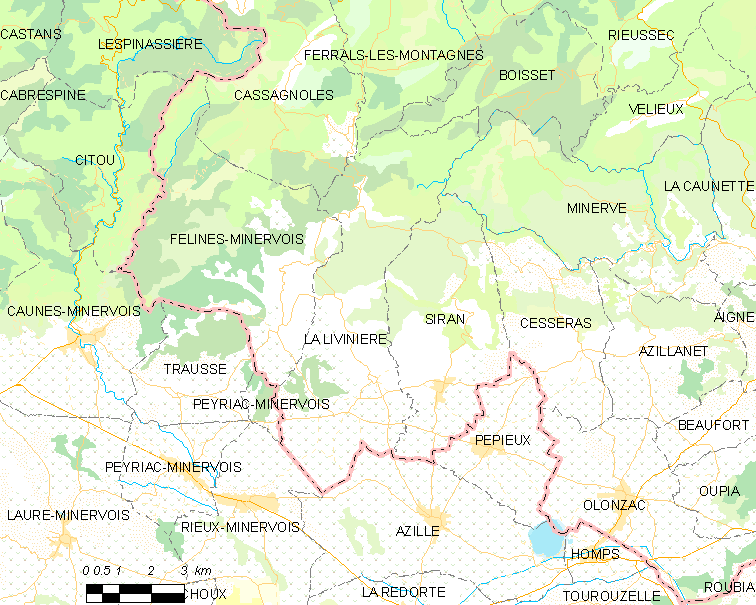
拉利维尼耶尔的OSM定位图

拉利维尼耶尔的时区为UTC+01:00、UTC+02:00（夏令时）。

## 行政
拉利维尼耶尔的邮政编码为34210，INSEE市镇编码为34141。

## 政治
拉利维尼耶尔所属的省级选区为圣庞斯德托米耶尔县。

## 人口

1962-2008年间拉利维尼耶尔人口变化图示

拉利维尼耶尔于2022年1月1日时的人口数量为526人。